# 퍼트리샤 클라크슨
퍼트리샤 클라크슨(Patricia Clarkson, 1959년 12월 29일 ~ )은 미국의 배우이다.

## 출연 작품

### 영화
- 굿 나잇 앤 굿 럭
- 언터처블
- 셔터 아일랜드 - 의사 레이첼 솔랜도 역
- 메인 스트리트 - 윌라 젠킨스 역
- 이지 A - 로즈마리 역
- 레전더리
- 프렌즈 위드 베네핏 - 로나 역
- 원 데이 - 앨리슨 메이휴 역
- 파이브 - 미아 역
- 프로어비션 - 여자 역
- 더 플라잉 하우스 - 여자 역
- 잇츠 게팅 레이트
- 더 이스트 - 샤론 역
- 메이즈 러너 - 아바 페이지 역
- 인생면허시험 - 웬디 역
- 애니
- 라스트 위켄드 - 셀리아 그린 역
- 옥토버 게일 - 헬렌 매튜스 역
- 메이즈 러너: 스코치 트라이얼 - 아바 페이지 역
- 메이즈 러너: 데스 큐어 - 아바 페이지 역
- 더 파티 - 에이프릴 역
- 더 북샵 - 바이올렛 가마트 역
- 델리리움 - 브로디 역
- 아웃 오브 블루 - 마이크 형사 역
- 조너선 (2018, Jonathan) - 미니 마린 박사 역

### 텔레비전
- 팍스 앤 레크리에이션 (2011) - 태미 스완슨 역 (NBC)
- 하우스 오브 카드 (2017-18) (넷플릭스)